# Damien Faulkner
Damien Faulkner (ur. 15 lutego 1977 roku w Carndonagh) – irlandzki kierowca wyścigowy.

## Kariera
Faulkner rozpoczął karierę w wyścigach samochodowych w 1995 roku od gościnnych startów w edycji zimowej Formuły Vauxhall Junior, gdzie raz wygrywał. W tym samym roku 42 punkty zdobyte w głównej serii dały mu dziesiątą pozycję w klasyfikacji generalnej. W późniejszych latach pojawiał się także w stawce Festiwalu Formuły Ford, Formuły Palmer Audi (mistrz w 2000 roku), FIA Sportscar Championship, CART PPG/Dayton Indy Lights Championship, Porsche Supercup, World Series by Nissan, Pearle Alfa 147 GTA Challenge, Brytyjskiego Pucharu Porsche Carrera, American Le Mans Series, 24H Series Toyo Tires, Grand American Rolex Series, Porsche GT3 Cup Challenge Middle East oraz Pirelli World Challenge.
W World Series by Nissan Irlandczyk wystartował w sześciu wyścigach sezonu 2002 z austriacką ekipą Zele Motorsport. Uzbierane dwa punkty dały mu 26. miejsce w końcowej klasyfikacji kierowców. Największe sukcesy Faulkner odnosił jednak w wyścigach samochodów Porsche. W Brytyjskim Pucharze Porsche Carrera dwukrotnie zdobywał tytuły mistrzowskie - w latach 2006-2007. W Porsche Supercup nigdy nie stawał na najwyższym stopniu podium klasyfikacji generalnej, jednak dwukrotnie był wicemistrzem serii – w 2007 i 2008 roku.